# احتلال الإمارات لجزيرة سقطرى
في 30 نيسان/أبريل من عام 2018، نشر الجيش الإماراتي أكثر من مائة جندي بالإضافة إلى مدفعيات ومدرعات في أرخبيل سقطرى اليمني الواقع في بحر العرب دون تنسيق مسبق مع حكومة هادي. الدفعة الأولى التي أرسلها الجيش الإماراتي باتجاه الجزيرة كانت عبارة عن طائرة عسكرية إماراتية تحمل أكثر من خمسين جندي إماراتي واثنين من المركبات المدرعة، ثم تلتها دفعة ثانية تتكون من مجموعة من الطائرات العسكرية والكثير من الجنود الإماراتيين والدبابات وغيرها من المركبات المدرعة. بعد وقت قصير من الهبوط، طردت القوات الإماراتية القوات اليمنية الموالية لهادي ورفض الجيش الإماراتي دخول الجنود اليمنيين المتمركزين في مختلف مناطق الجزيرة لحمايتها من قبيل مطار سقطرى وموانئها؛ وما زاد من توتر العلاقات بين الدوليتن هو رفع علم الإمارات العربية المتحدة فوق المباني الرسمية الحكومية في حديبو.
حكومة عبد ربه هادي منصور المعترف بها دوليا أدانت استيلاء الجيش الإماراتي على الجزيرة واعتبرتها «اعتداءا» صارخا على الشرعية الدولية وطالبتها بالانسحاب فورا بدل اللجوء إلى خيار المقاومة العسكرية.
بعد أسبوعين وبالتحديد في 14 أيار/مايو، تم نشر جنود سعوديين تابعين للقوات البرية السعودية في الأرخبيل وتم عقد صفقة توسطت فيها بين الإمارات العربية المتحدة واليمن؛ كما قامت الفرقة العسكرية السعودية القيام بتدريبات عسكرية مشتركة والقيام بمهام الرقابة الإدارية للمباني الحكومية في الجزيرة.

## الخلفية
في عام 2016؛ زادت دولة الإمارات من إمداداتها إلى جزيرة سقطرى التي كانت إلى حد كبير مهجورة ومنسية في ظل الصراع المستمر. في تشرين الأول/أكتوبر 2016، هبطت 31 طائرة شحن في مطار سقطرى حيث كانت محملة بحوالي طنين من المساعدات. في الوقت ذاته كانت الإمارات العربية المتحدة تعمل أيضا على إنشاء قاعدة عسكرية في الجزيرة كجزء من التدخل العسكري بقيادة القوات السعودية في اليمن. في عام 2017، تم نشر قوات برية إماراتية في الجزيرة بدعوى "حمايتها"؛ لكن هذا الأمر أثار حفيظة بعض الفصائل السياسية اليمنية التي اتهمت دولة الإمارات العربية المتحدة بمحاولة احتلال سقطرى ونهب وتدمير نباتات الجزيرة.

### ردود الفعل
صدر بيان من مكتب رئيس الوزراء اليمني أحمد عبيد بن دغر الذي أكد فيه على أن الإمارات العربية المتحدة استولت بالفعل «عسكريا» على الجزيرة واعتبر أن هذا الاستيلاء «غير مبرر» وهو بمثابة اعتداء صارخ على دولة ذات سيادة مثل اليمن. أما الإمارات العربية المتحدة فردت على لسان وزارة خارجيتها التي أعربت عن «استغرابها واندهاشها» من البيان الصادر من مكتب بن دغر؛ وألقت باللوم على جماعة الإخوان المسلمين من خلال محاولة «تشويه» الوجود العسكري الإماراتي في كل المحافظات المحررة اليمنية بما في ذلك سقطرى.
وكان وزير الخارجية الإماراتي أنور قرقاش قد نشر منشورا على حسابه في موقع تويتر قائلا: «البعض مؤخرا تذكر جزيرة سقطرى للطعن في التحالف العربي بمشاركة دولة الإمارات العربية المتحدة .. لدينا علاقات تاريخية مع أسر وشعب سقطرى.»
في 3 أيار/مايو 2018؛ اندلعت احتجاجات كبيرة حيث احتشد فيها المئات من ساكني الجزيرة ونددوا بسياسات الإمارات وطالبوها بالانسحاب فورا من المنطقة خاصة في ظل عدم وجود أي تهديد للمنطقة لا من التنظيمات الإرهابية ولا من جماعات الحوثي أو باقي التنظيمات الإيرانية. ومع ذلك في 6 أيار/مايو 2018، تجمع أنصار وداعمي دولة الإمارات في حديبو وحاولوا تنظيم تظاهرات يُؤكدون فيها على سعادتهم بوجود «قوات عربية» في الجزيرة من أجل حمايتها وتقديم كل الدعم لها.
في 10 أيار/مايو 2018، ذكرت الولايات المتحدة أنها «تُتابع الوضع عن كثب في جزيرة سقطرى» ودعت إلى «تخفيف التصعيد والحوار» بين دولة الإمارات العربية المتحدة والحكومة اليمنية.
في 11 أيار/مايو 2018، أبدت تركيا عن بالغ قلقها إزاء الحدث؛ وكان وزير الخارجية التركي قد قال: «نحن نتابع عن كثب التطورات الأخيرة في جزيرة سقطرى اليمنية ونشعر بالقلق إزاء هذه التطورات التي تشكل تهديدا خطيرا لسلامة أراضي وسيادة اليمن»، كما دعا جميع الأطراف المعنية إلى احترام الحكومة اليمنية الشرعية والامتناع عن اتخاذ تدابير من شأنها أن تزيد من تعقيد الوضع.